# Biserica armenească Sfântul Gheorghe din Focșani
Biserica armenească Sfântul Gheorghe din Focșani este un monument istoric aflat pe teritoriul municipiului Focșani.
Biserica ridicată în 1722-1733 de comunitatea armenească, pe vestigiile unei constructii religioase anterioare; a suferit mult datorită cutremurului din 1977. La reparatiile ulterioare au fost demontate turlele ce aveau baze pătrate decorate cu pilastri si arce de factură armenească. Distrusă, rămasă fără enoriasi, biserica se prezintă azi grav avariată; ctitor: comunitatea armenilor.